# Villacid de Campos
Villacid de Campos község Spanyolországban, Valladolid tartományban.  Lakosainak száma 82 fő (2024).

## Népesség
A település népessége az utóbbi években az alábbiak szerint változott:
| Lakosok száma | 117  | 103  | 100  | 93   | 91   | 93   | 77   | 70   | 86   | 82   |
|               | 2001 | 2004 | 2007 | 2009 | 2012 | 2014 | 2017 | 2019 | 2022 | 2024 |